# Hallenradsport-Weltmeisterschaften 1997
Die Hallenradsport-Weltmeisterschaften 1997 fanden vom 14. bis 16. November 1997 in Winterthur in der Schweiz statt. Die WM fanden in der Eulachhalle statt. Es wurden Wettkämpfe im Radball und Kunstradfahren ausgetragen. Insgesamt nahmen 114 Sportler aus 23 Nationen an den Weltmeisterschaften teil.
Die WM 1997 gelten bis heute als Vorzeige-WM beim Hallenradsport.

## Organisation
Die WM galten nach deren Durchführung als eine Vorzeige-WM. Dies ist auf eine perfekte Organisation, eine ausverkaufte Eulachhalle sowie auf die gute Stimmung während der WM zurückzuführen. OK-Präsident der WM war Martin Zinser – späterer Ressortleiter Live-Sport beim Schweizer Fernsehen. Weitere OK-Mitglieder waren Jürg Stahl, Andy Kern und Marianne Kern (Liste nicht vollständig). Die WM wurden mit einem Budget von ungefähr 550'000 Fr. durchgeführt – Hauptsponsor waren die Winterthur Versicherungen. Als weiterer, etwas exotischer Hauptsponsor, fungierte Tourismus Malaysia.

## Veranstaltungsort
Die ganze Veranstaltung wurde in der Eulachhalle in Winterthur durchgeführt. Die Eulachhalle, die während dieser Veranstaltung 3150 Zuschauer fasste, war während der ganzen Veranstaltung ausverkauft.
Das eigentliche Heimteam im Stadion, der Handballverein Pfadi Winterthur, musste  sein am 16.11. stattfindendes EHF-Champions-League-Spiel gegen Drammen HK während der WM auswärts in Zürich austragen.

## Radball
Es wurde ein 2er-Teamwettkampf bei den Herren durchgeführt.

### Gruppe A
Sieger wurde das Duo Kern/Bosshart vom RMV Pfungen, die mit diesem Sieg ihre internationale Karriere beendeten und fortan nur noch an den Schweizer Meisterschaften antraten. Das sechstplatzierte Belgien tritt die nächste WM in der Gruppe B an.
| Rang | Land        | Spieler 1      | Spieler 2       | Punkte |
| ---- | ----------- | -------------- | --------------- | ------ |
| 1.   | Schweiz     | Peter Kern     | Marcel Bosshart | 9      |
| 2.   | Tschechien  | Pavel Smid     | Oldrich Groch   | 8      |
| 3.   | Österreich  | Gernot Fontain | Andreas Bösch   | 6      |
| 4.   | Deutschland |                |                 | 5      |
| 5.   | Frankreich  |                |                 | 2      |
| 6.   | Belgien     |                |                 | 0      |

### Gruppe B
Der Gewinner der Gruppe B, Japan, tritt an der nächsten WM in der Gruppe A an.
| Rang | Land        | Punkte |
| ---- | ----------- | ------ |
| 1.   | Japan       | 10     |
| 2.   | Niederlande | 8      |
| 3.   | Dänemark    | 6      |
| 4.   | Hongkong    | 3      |
| 5.   | Australien  | 2      |
| 6.   | Malaysia    | 1      |

## Kunstradfahren
Es wurden Wettkämpfe im 1er- und 2er-Kunstradfahren der Damen und Herren durchgeführt.

### Frauen

#### Einzel
Die Siegerin Sandra Schlosser stellte mit 324,17 Punkten einen neuen Weltrekord im Einzel-Kunstradfahren auf – sie verbesserte damit den Rekord von Martina Štěpánková, den diese Minuten zuvor aufgestellt hatte.
Medaillengewinner
| Rang | Land        | Fahrerin           | einger. | eingef.     |
| ---- | ----------- | ------------------ | ------- | ----------- |
| 1.   | Deutschland | Sandra Schlosser   | 328,4   | 324,17 (WR) |
| 2.   | Tschechien  | Martina Štěpánková | 326,4   | 323,73      |
| 3.   | Deutschland | Sonja Bissinger    | 327,6   | 320,83      |

#### Doppel
Mit einer Punktzahl von 304,37 knackten die WM-Siegerinnen Jäger/Schelshorn den alten Weltrekord des deutschen Duos Ziegler/Stegmüller aus dem Jahr 1995 von 301,70 Punkten. Die bisherigen Weltrekordhalterinnen fielen während des Wettkampfs vom Rad und beendeten den Wettkampf als Fünfte.
Medaillengewinner
| Rang | Land        | Fahrerin 1      | Fahrerin 2       | einger. | eingef.     |
| ---- | ----------- | --------------- | ---------------- | ------- | ----------- |
| 1.   | Deutschland | Yvonne Jäger    | Katja Schelshorn | 308,6   | 304,37 (WR) |
| 2.   | Portugal    | Carmen Carvalho | Ivonne Carvalho  | 307,0   | 294,40      |
| 3.   | Österreich  | Heike Müller    | Marika Müller    | 303,8   | 292,47      |

### Herren

#### Einzel
Medaillengewinner
| Rang | Land        | Fahrer          | einger. | eingef. |
| ---- | ----------- | --------------- | ------- | ------- |
| 1.   | Deutschland | Martin Rominger | 348,4   | 340,83  |
| 2.   | Deutschland | Jens Schmitt    | 345,0   | 336,83  |
| 3.   | Österreich  | Hannes Mähr     | 336,2   | 329,47  |

#### Doppel
Medaillengewinner
| Rang | Land        | Fahrer 1       | Fahrer 2      | einger. | eingef. |
| ---- | ----------- | -------------- | ------------- | ------- | ------- |
| 1.   | Deutschland | Michael Rauch  | Heiko Rauch   | 324,0   | 318,70  |
| 2.   | Deutschland | Stefan Raaf    | Michael Roth  | 324,2   | 315,40  |
| 3.   | Schweiz     | Ralf Zellweger | Marcel Schilt | 305,8   | 292,10  |